# Крумбахер, Карл
Карл Крумбахер (нем. Karl Krumbacher; 23 сентября 1856, Кюрнах, близ Кемптена в Баварии — 12 декабря 1909, Мюнхен) — выдающийся немецкий филолог и историк-византинист.

## Биография и научная деятельность
Школьное обучение Крумбахер прошёл в Кемптенской гимназии. В 1876—1879 годах он изучал классическую филологию и индогерманские (то есть индоевропейские) языки в Мюнхенском и Лейпцигском университетах. С 1879 по 1891 год он работал школьным учителем в Мюнхене. В 1883 году Крумбахер защитил диссертацию и получил степень доктора, а в 1885 году получил высший научный титул хабилитированного доктора (doctor habilitatus) по средневековой и современной греческой филологии. В 1892—1909 годах Крумбахер был профессором кафедры средневекового и современного греческого языка и литературы в Мюнхенском университете. В 1892 году при Мюнхенском университете, благодаря стараниям приват-доцента Крумбахера и первоначально для него, была учреждена ординатура по византиноведению. Семинарий при этой кафедре стал пополнять ряды византинистов новыми учеными. А с 1896 года он стал профессором впервые в мире созданной и именно для него кафедры византийских исследований в Мюнхенском университете. В 1890 году он был избран ассоциированным членом Мюнхенской академии.
Созданные Крумбахером в Мюнхене византиноведческий семинар (1892), а затем и кафедра и институт средневековой и новогреческой филологии (Seminär, Institut für Mittel und Neugriechische Philologie), стали центром византиноведческих исследований в Германии. Здесь Крумбахер создал школу немецкого академического византиноведения с преимущественным филологическим литературоведческо-источниковедческим и документальным политико-юридическим уклонами. Связь же немецкой филологии с теологией способствовала развитию специального изучения византийской и особенно раннехристианской литературы.
Среди учеников Крумбахера выделяется филолог и историк-византинист Август Гейзенберг, который стал преемником его кафедры в Мюнхене и Пауль Маас.

## Научные труды
Важнейший труд Крумбахера — «Geschichte der byzantinischen Literatur von Justinian bis zum Ende des Oströmischen Reiches, (527—1453)» («История византийской литературы от Юстиниана до падения Восточноримской империи», München. 1891, 2-е изд. 1897, репринт. изд. New York, 1958). Ставшая знаменитой «История византийской литературы» содержит большой фактический материал. Это первое систематическое и подробное обозрение византийских источников и литературы (включая правовые, медицинские и естественнонаучные трактаты, поэтические сочинения и памятники на народном наречии, во 2-м издании дополнено богословским разделом А. Эрхарда и историческим очерком Г. Гельцера) и до сих пор остаётся учебником и справочным пособием по византиноведению.
Кроме этого, Крумбахер стал издателем греческих текстов стал и инициатором ряда крупных издательских проектов (в том числе корпуса греческих актов и др.), а также автором трудов по истории греческого языка, византийской поэзии, гимнографии, и автором специальных монографий об отдельных византийских писателях (о Романе Сладкопевце, Михаиле Глике и др.).
Работы Крумбахера по истории Византии и византийской литературе помещены в основанных им первом византиноведческом журнале «Byzantinische Zeitschrift» (Leipzig, 1892 и след.) и монографической серии «Byzantinische Archiv» (Leipzig, 1898 и след.). В разное время Крумбахер совершил ряд путешествий по землям бывшей Византийской империи (Аттика, ряд Эгейских островов, западное побережье Малой Азии, Константинополь, специально остров Патмос). Его наблюдения и впечатления путешествующего учёного легли в основу книги «Griechische Reise» («Греческие поездки». Berlin, 1886). Большую роль в развитии новогреческой филологии и греческой культуры сыграл также труд Крумбахера «Das Problem der neu-griechischen Schfiftsprache» («Проблема новогреческого письменного языка». München, 1902), в котором он отстаивал возможность независимого развития современного греческого языка, который не должен подвергаться «очищению» на основе кафаревусы. Библиографический свод работ Крумбахера издан в «Byzantinische Zeitschrift» (1910. Bd. 19. S. 700—708).
Труды Крумбахера имел огромное значение для становления византиноведения в целом и способствовали росту представлений о Византии как об особой цивилизации. В своих работах он выступал против традиционных для XIX века представлений о застойности Византии (Э. Гиббон и др.), и о византийской литературе как подражательной, лишенной самостоятельного значения и ценной лишь тем, что она сохраняет античные элементы. Крумбахер показал важность византийского письменного наследия, открыл самостоятельное историческое значение византийских авторов, выражавших настроения своего времени.
Крумбахер хорошо владел русским языком и был знаком другими славянскими языками, и поэтому русские и славянские работы всегда принимались им в расчет. Много сделал Крумбахер и для пропаганды русского византиноведения. В 1894 году его приняли в иностранные члены- корреспонденты Императорской Санкт-Петербургской академии наук. Часть труда Крумбахера «История византийской литературы от Юстиниана до падения Восточноримской империи, (527—1453)» была опубликована на русском языке (Крумбахер К. «Византийские историки и хронисты». СПб., 1913).

## Связи с Россией
По данным П. В. Безобразова, Крумбахер трудами В. Г. Васильевского был побужден приняться за изучение русского языка. Он полюбил русскую литературу и начал поддерживать дружеские отношения и вести переписку с русскими учёными (Ф. И. Успенский, А. А. Васильев, В. М. Истрин и др.) и писателями. Крумбахер путешествовал по России, побывал в 1894 году в Санкт-Петербурге.
Позднее А. А. Васильев вспоминал об этом: «Тогда же пришла весть о приезде в Петербург Крумбахера. Обсуждали вопрос, как его встретить, куда вести, на каком языке беседовать. Надо вспомнить, что сам Васильевский, читая свободно на всех языках Западной Европы, ни на одном из них не говорил. Мы, молодые византинисты, также как следует не говорили в то время на иностранных языках. Конечно, для Регеля, барона Розена и Куника немецкий язык был родным. И вот приехал Крумбахер, молодой, приветливый, простой и, к общему удивлению и восхищению, сразу заговорил по-русски. Оказалось, что в Мюнхене образовалась группа лиц, которые задались целью изучить русский язык, и к ней принадлежал Крумбахер. Интересно было наблюдать за ним, когда, особенно в начале, барон Розен или Регель заговаривали с ним по-немецки. Он упорно отвечал им по-русски, так что в конце концов все говорили по-русски. <…> На следующий день был обед в особняке Регеля. Крумбахер обворожил всех своею простотою, любезностью и русской речью. <…> Между двумя журналами, немецким „Byzantinische Zeitschrift“ и русским „Византийский временник“ сразу же установились дружественный отношения. Ни о каком соперничестве не было речи: один журнал дополнял другой».
В 1908 году Крумбахер написал программную статью о славянской филологии («Der Kulturwert des Slawischen und die slawische Philologie in Deutschland»), где говорил о культурной ценности славянства. Он указывал, что современный ученый должен знать по крайней мере по одному языку из германской, романской и славянской отраслей, распространяющих европейскую культуру по всему свету. Из славянских он отдавал предпочтение русскому языку и особенно высоко ценил русских писателей — Пушкина, Гоголя, Гончарова, Тургенева, Достоевского, Толстого. Признавая значение русской культуры Крумбахер писал: «Единственный из славянских языков, который кажется призванным занять место в ряду нынешних главных культурных языков, это — русский язык» (вместе с немецким, французским и английским).

## Сочинения К. Крумбахера
- Крумбахер К. Письмо в стихах с акростихом / Изд. К. Крумбахер. — СПб.: Тип. В. С. Балашева и К°, 1901. — 77—82 с. — («Отт. из „Сб. ст. в честь Петра Васильевича Никитина“. Журн. Мин. нар. прос. 1901, авг., Отд. класс. фил.»).
- Крумбахер К., проф. Мюнхен. ун-та. Византийские историки и хронисты. — СПб.: Студ. изд. ком. при Ист.-филол. фак. С.-Петерб. ун-та, 1913 (обл. 1912). — [5], 128 с. — (Очерки по истории Византии / Под ред. и с предисл. В. Н. Бенешевича, проф. С.-Петерб. ун-та; Вып. III).
- Krumbacher K. Geschichte der byzantinischen Literatur: Von Justinian bis zum Ende des Oströmischen Reiches, (527—1453) / Karl Krumbacher. — München, 1891. (2 Aufl. 1897. 1193 s.; repr. N. Y., 1958).
- Krumbacher К. Der Kulturwert des Slawischen und die slawische Philologie in Deutschland // Krumbacher К. Populäre Aufsätze. — Leipzig, 1909. — S. 337—372.
- Krumbacher К. Der Kulturwert des Slawischen und die slawische Philologie in Deutschland. — Zürich, 1982.
- Krumbacher К. Письма Карла Крумбахера к В.К. Ернштедту: [На нем. яз.] / Сост. Т. Н. Таценко // Рукописное наследие русских византинистов в архивах Санкт-Петербурга. — СПб., 1999. — С. 123 — 130.